# Mahamane Traoré
Mahamane El Hadji Traoré (Bamako, 31 augustus 1988) is een Malinees voetballer die bij voorkeur als centrale middenvelder speelt. Hij stroomde in 2006 door vanuit de jeugd van OGC Nice.

## Clubcarrière
Traoré verruilde in 2005 het Malinese Cercle Olympique voor OGC Nice. Tussen 2010 en 2012 werd hij twee seizoenen uitgeleend aan FC Metz. Hij heeft nog een doorlopend contract tot medio 2016. Op het middenveld concurreert hij bij Nice met Didier Digard, Fabrice Abriel, Kévin Anin en Nampalys Mendy.
2017 FK Žalgiris.

## Interlandcarrière
Traoré debuteerde voor het Malinees voetbalelftal in juni 2005. Sindsdien speelde hij meer dan 20 interlands. Op 3 september 2011 scoorde hij zijn eerste interlanddoelpunt in een kwalificatiewedstrijd voor de Afrika Cup 2012 tegen Kaapverdië.
1 Bułka ·
2 Abdi ·
4 Dante  ·
5 Abdelmonem ·
7 Boga ·
8 Rosario ·
9 Moffi ·
10 Diop ·
11 Sanson ·
15 Moukoko ·
18 Ilie ·
19 Bouanani ·
22 Ndombele ·
24 Laborde ·
25 Cho ·
26 Bard ·
28 Boudaoui ·
29 Guessand ·
31 Dupé ·
32 Louchet ·
33 Mendy ·
44 Doumbouya ·
45 Orakpo ·
55 Ndayishimiye ·
64 Bombito ·
77 Boulhendi ·
92 Clauss ·
Coach: Haise
· Assistent-coach: Ramaré
· Assistent-coach: Squillaci